# Jan Jacob Dijkveld Stol
Jan Jacob Dijkveld Stol (11 december 1903 - 16 september 1978) was een Wagenings onderzoeker en historicus.
Dijkveld Stol verwierf betekenis met de publicatie van de lijvige monografie De duizendjarige geschiedenis van "De Nergena" te midden van de polders van Wageningen en Bennekom, in 1968 in een beperkte oplage van 50 exemplaren uitgegeven door zijn werkgever, het Instituut voor Rassenonderzoek van Landbouwgewassen te Wageningen. Dijkveld Stol deed daar onder meer onderzoek naar de invloed van enige factoren op de opbrengstverschillen tussen enige haverrassen, maar voerde daarnaast dus nog het nodige historisch onderzoek uit. Het instituut was gevestigd in een nieuw gebouw op het voormalige landgoed Nergena, een gebouw dat overigens behoort tot de Top-100 van Nederlandse monumenten uit de wederopbouwperiode, samengesteld in opdracht van voormalig minister Ronald Plasterk.
Alhoewel de titel lijkt aan te geven dat alleen het landgoed erin aan de orde komt, is het in feite een monografie over het Wageningse en Bennekomse deel van het Binnenveld. Het materiaal ervoor werd verzameld in het kader van de opening van de nieuwbouw van zijn instituut in 1954, maar de publicatie liet daarna dus nog eens 14 jaar op zich wachten. De nadruk ligt op de bezitshistorie. Het onderzoek werd onder meer gebruikt door Ellen Palmboom voor haar dissertatie over het Kapittel van Sint-Jan te Utrecht. Het boek is opgenomen in het Repertorium Geschiedenis Nederland.
Jan Jacob Dijkveld Stol bleef ongehuwd. Hij overleed op 74-jarige leeftijd en werd begraven op begraafplaats Leeuwerenk in Wageningen.